# 浜寺出入口
浜寺出入口（はまでらでいりぐち）は、大阪府堺市西区の阪神高速道路4号湾岸線の出入口。神戸・大阪（天保山）方面のみに接続するハーフICである。

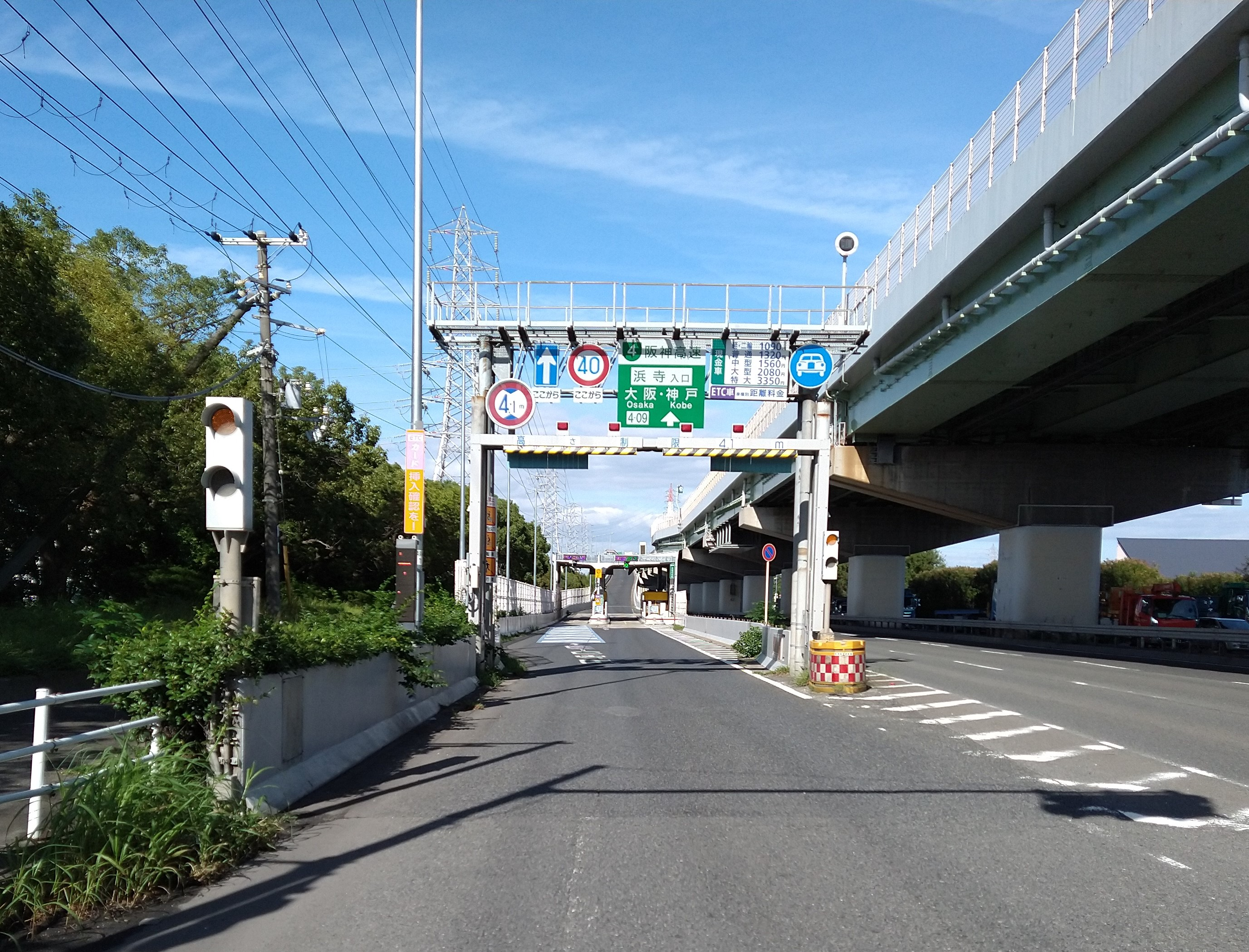
浜寺入口

2023年（令和5年）3月1日から、入口がETC専用となっている。
りんくう（泉佐野）方面へは高石出入口（高石入口料金所）を利用する。

## 道路
- 阪神高速4号湾岸線(4-09)

## 料金所

### 浜寺料金所
- ブース数：2
  - ETC専用：1
  - サポート：1

## 接続する道路
- 大阪府道29号大阪臨海線
- 大阪府道204号堺阪南線（旧国道26号）

## 周辺
- 南海電気鉄道南海本線浜寺公園駅
- 阪堺電気軌道阪堺線浜寺駅前停留場
- 堺泉北港
- 浜寺公園
- 堺泉臨海緑地
- 大阪ガス泉北工場
- 三井化学大阪工場
- ENEOS堺製油所
- 大阪国際石油精製
- エクソンモービル大阪油槽所
- 関西電力泉北港変電所
- 大阪府立漕艇センター

## 隣
阪神高速4号湾岸線
(4-08)石津出入口 - (4-09)浜寺出入口 - 高石TB（廃止）/高石PA（北行のみ） - (4-10)高石出入口